# Hylo
Hylo est un hameau (hamlet) du Comté de Lac La Biche, situé dans la province canadienne d'Alberta.